# Coniochaeta verticillata
Coniochaeta verticillata är en svampart som först beskrevs av Emden, och fick sitt nu gällande namn av Dania García, Stchigel & Guarro 2006. Coniochaeta verticillata ingår i släktet Coniochaeta och familjen Coniochaetaceae.   Inga underarter finns listade i Catalogue of Life.